# بيتر غوستافسون (لاعب غولف)
بيتر غوستافسون (بالسويدية: Peter Gustafsson)‏ هو لاعب غولف سويدي، ولد في 17 أغسطس 1976 في بلدية أورست في السويد.

## وصلات خارجية
- الموقع الرسمي
- بيتر غوستافسون على موقع رابطة أوروبا للاعبي الغولف المحترفين (الإنجليزية)